# 光萼鞘蕊花
光萼鞘蕊花（学名：Plectranthus bracteatus）为唇形科鞘蕊花属下的一个植物种。本物種是中国雲南省到中南半島一帶的特有種。其种加词 bracteatus 意为“具苞片的”。